# Отель де Санс
Отель де Санс (фр. Hôtel de Sens) — один из трёх средневековых особняков Парижа, сохранившихся до наших дней. Памятник поздней готики.
Особняк, построенный в 1475—1507 гг. как столичная резиденция архиепископа Санса, расположен в парижском районе Маре (IV муниципальный округ). С 1961 года в его стенах располагается библиотека Форне.

## История
До создания в 1622 г. столичной архиепархии Париж входил в архиепархию Санса, епископы которой должны были часто приезжать в Париж, где им требовалась соответствующая их положению резиденция. С этой целью король Карл V передал в их распоряжение дом Жана д’Эстомениля.
Тристан де Салазар, бывший архиепископом Санса с 1474 по 1518 годы, распорядился разобрать обветшавший дом. С 1475 по 1507 годы на его месте было выстроено существующее здание, в полной мере соответствовавшее взыскательному вкусу архиепископа.
В стенах этого особняка в 1528 году проходил синод Санской архиепархии, который кардинал Антуан Дюпра созвал для осуждения реформаторского учения Лютера.

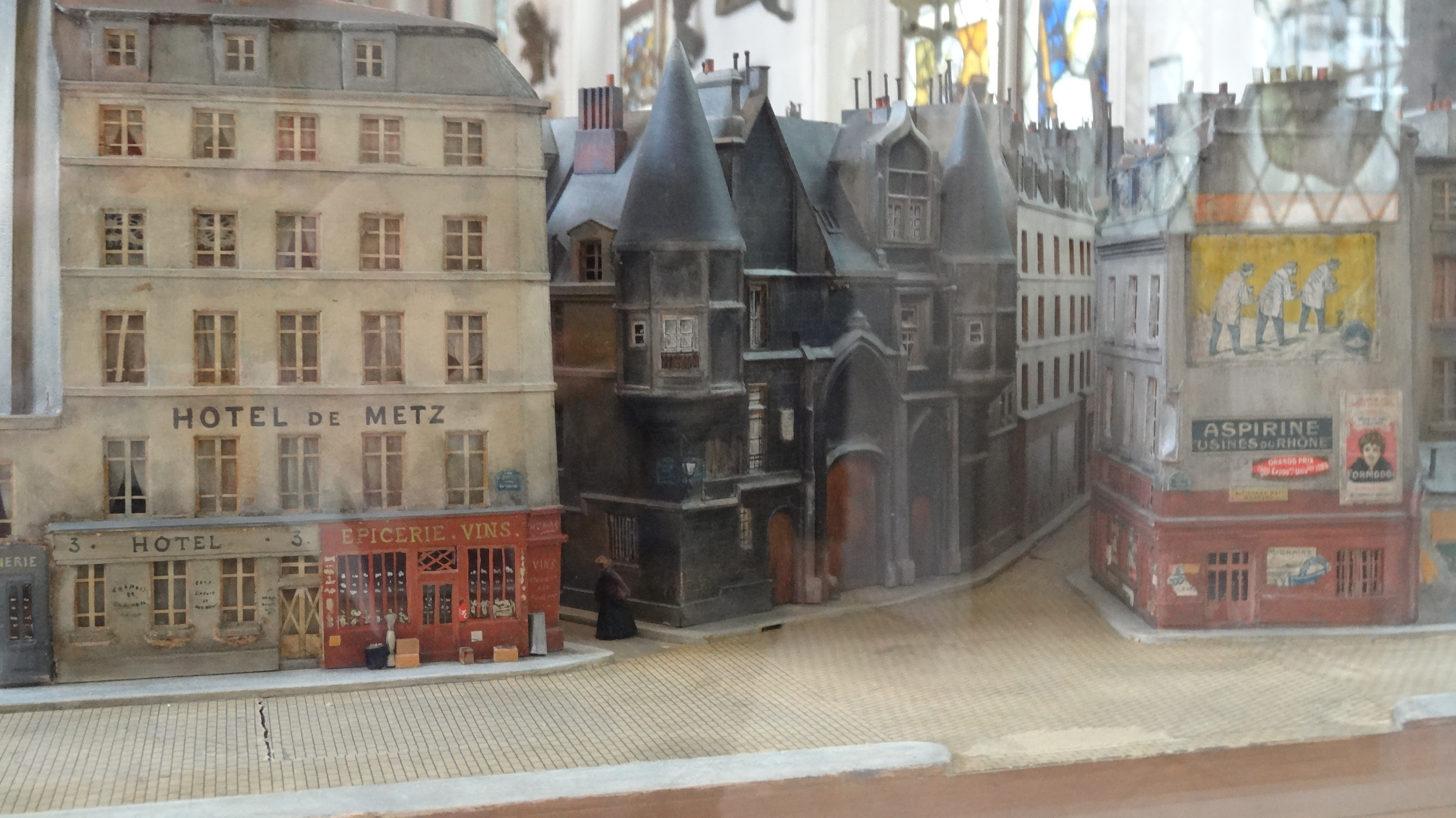
Отель де Санс на макете разрушенного «антисанитарного квартала № 16» (Музей истории Парижа)

Королева Марго, чей бездетный брак с королём Генрихом IV был аннулирован церковью в 1599 году, размещалась в этом особняке с 1605 по 1606 год после своего возвращения в Париж из ссылки. Об этой услуге король Генрих IV договорился с архиепископом Рено де Боном.
После того как в 1622 году Париж стал отдельной архиепархией, санские архиепископы, утратив былое значение, покинули отель де Санс и останавливались в Париже в собственных частных особняках. В 1689 году особняк был сдан в наём транспортной компании Лиона, которая разместила в нём дилижансы, связывавшие Париж с Бургундией и Лионом.
В течение XIX столетия в стенах особняка размещались самые разнообразные предприятия, а именно — транспортные агентства, прачечная, консервная фабрика, заготовка меха зайцев и кроликов для шляпного производства, постоялый двор. Начиная с 1862 года в особняке обосновалась фабрика по производству варенья, которая была удостоена золотой медали на Всемирной выставке 1878 года. На верхних этажах особняка были устроены меблированные комнаты.
Отель де Санс классифицирован как национальный исторический памятник ещё в 1862 году. Статус национального памятника позволил уберечь отель де Санс от уничтожения в ходе массового сноса прилегающих к особняку строений в начале XX века в ходе исполнения муниципальной программы ликвидации «антисанитарных кварталов» Парижа (отель де Санс попал в границы «антисанитарного квартала № 16»).
Отель де Санс, к тому времени пришедший в упадок, был выкуплен парижским муниципалитетом в 1911 году.

## Современность
В особняке расположена библиотека Форне, основанная ещё в 1886 году по завещанию торговца деревом швейцарского происхождения Самюэля Форне. В её фондах хранятся художественные предметы (архитектура, живопись, скульптура, рисунки, офорты), декоративно-прикладные (керамика, костюмы, художественное литьё, мебель, ювелирные изделия, гобелены, стеклянные изделия, витражи), изделия народного промысла, а также технологические предметы, посвящённые строительству, столярному делу, рекламе, ткачеству, полиграфии).
В фондах библиотеки также организованы секции иконографии, где хранятся предметы рекламной продукции, выпущенной начиная с 1950-х годов, свыше одного миллиона почтовых карточек разного периода времени, посвящённых разнообразным темам, эстампов, диапозитивов, а также обоев; в специальном фонде библиотеки собираются каталоги выставок, проходивших во Франции и в других странах, а также выпуски периодических изданий, начиная с даты их образования и до наших дней (всех направлений и на различных языках).

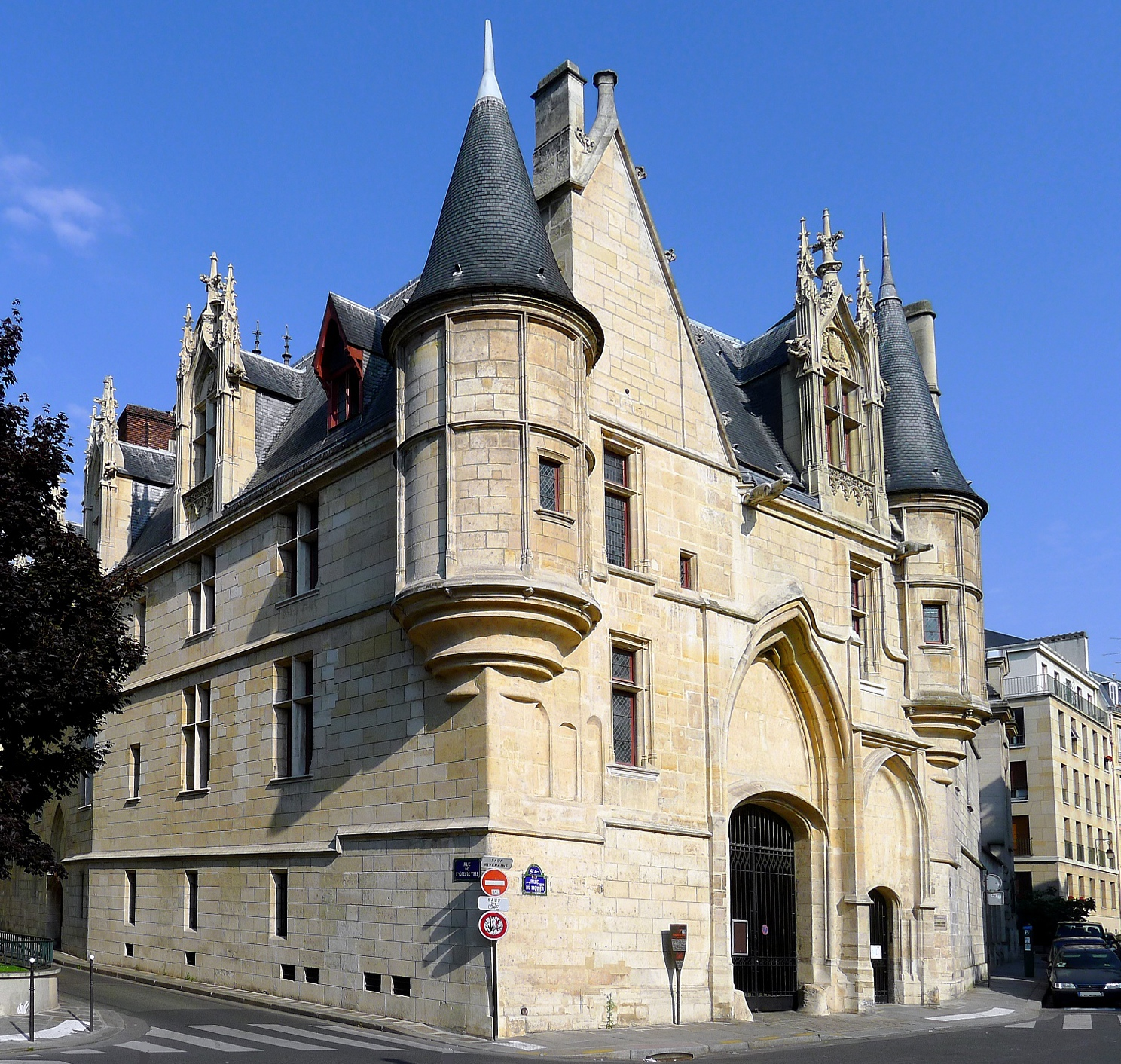
Вид на отель де Санс
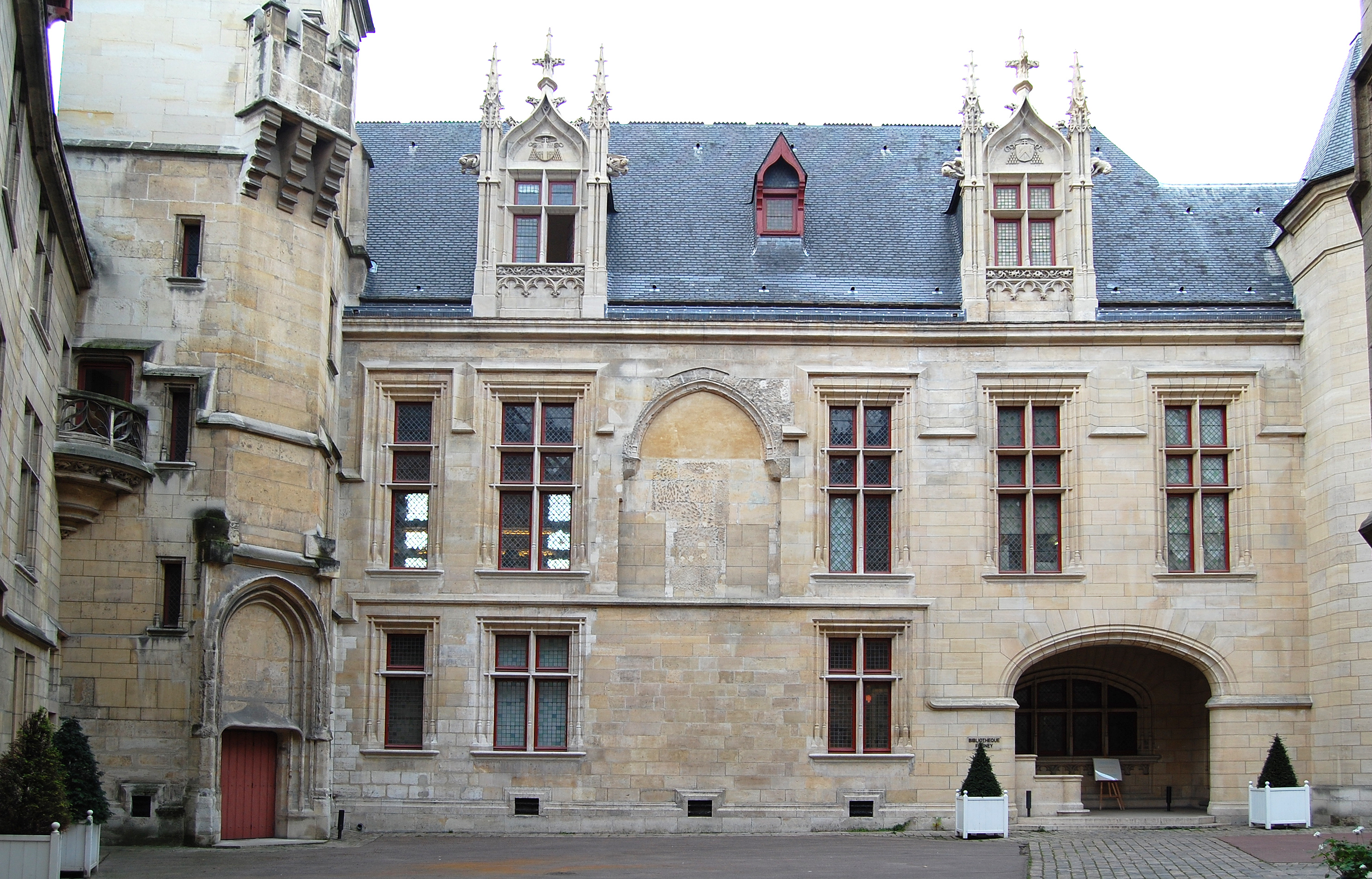
Внутренний двор особняка
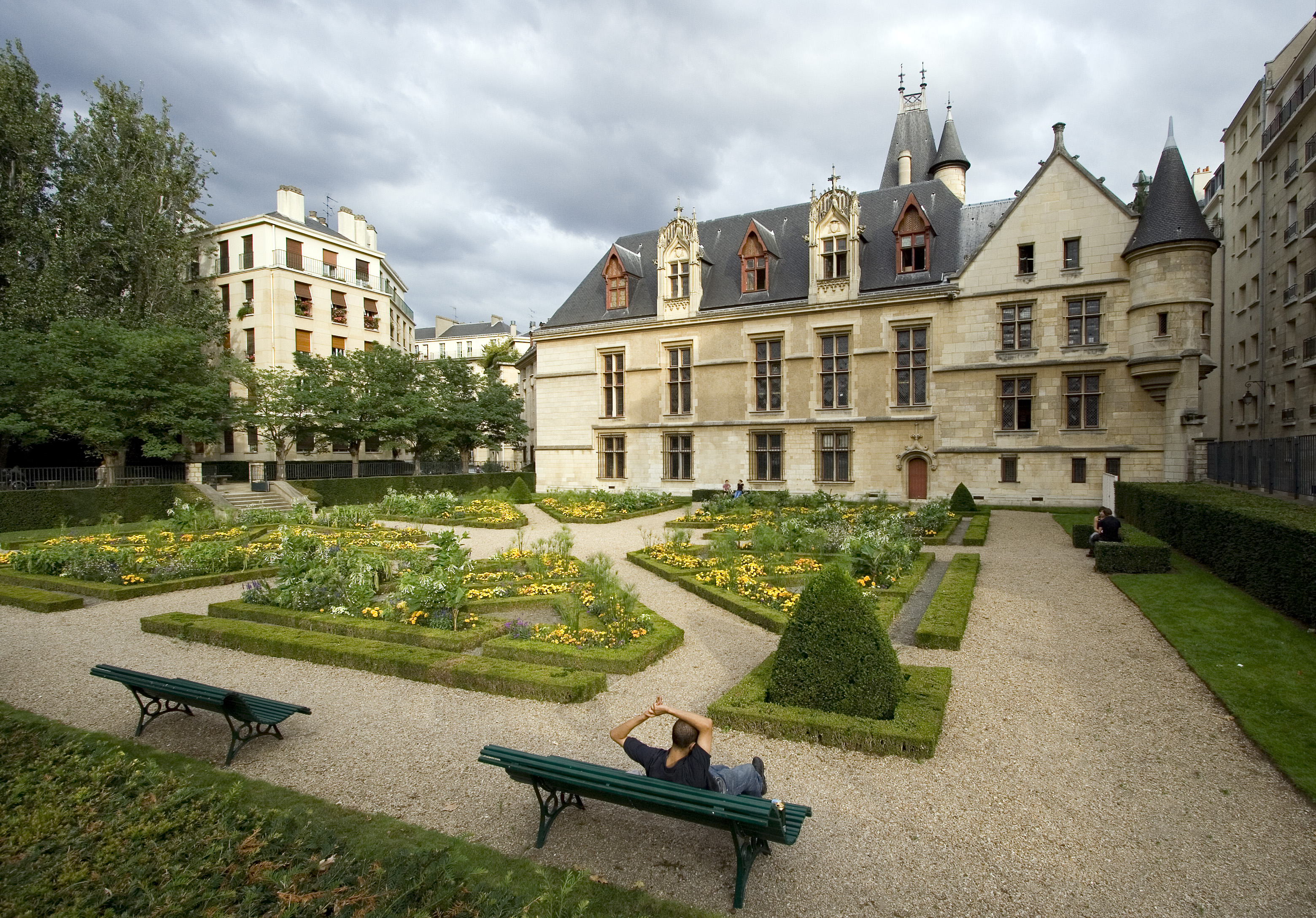
Садик у стен особняка